# محمد بزرگ‌امید
محمد بزرگ امید فرزند کیا بزرگ‌امید و سومین رهبر اسماعیلیان الموت به مدت ۲۴ سال از ۱۱۳۸ تا ۱۱۶۲ میلادی (۵۳۲ تا ۵۵۷ ه‍.ق) می‌باشد.
قتل راشد بالله در سال ۱۱۳۸ میلادی و در زمان حکومت وی اتفاق افتاد. پس از مرگ محمد بزرگ‌امید فرزندش حسن بزرگ امید رهبر اسماعیلی‌های ایران شد.